# Paepalanthus augustus
Paepalanthus augustus är en gräsväxtart som beskrevs av Silveira. Paepalanthus augustus ingår i släktet Paepalanthus och familjen Eriocaulaceae.

## Underarter
Arten delas in i följande underarter:
- P. a. augustus
- P. a. picensis